# Долма теке
Долма теке или Хаджи Мустафа Баба теке е бекташко теке, което се намира в крепостта Круя. Обявено за паметник на културата, текето е жестоко засегнато от мероприятията на атеистичната тоталитарна власт на Енвер Ходжа. В миналото със своите 360 гроба текето е известно на Балканите като „Малкия Хорасан“.
Сградата на текето е по-стара и вероятно предходно е функционирала като джамия.